# فرودگاه پرزیدانت پرودانت

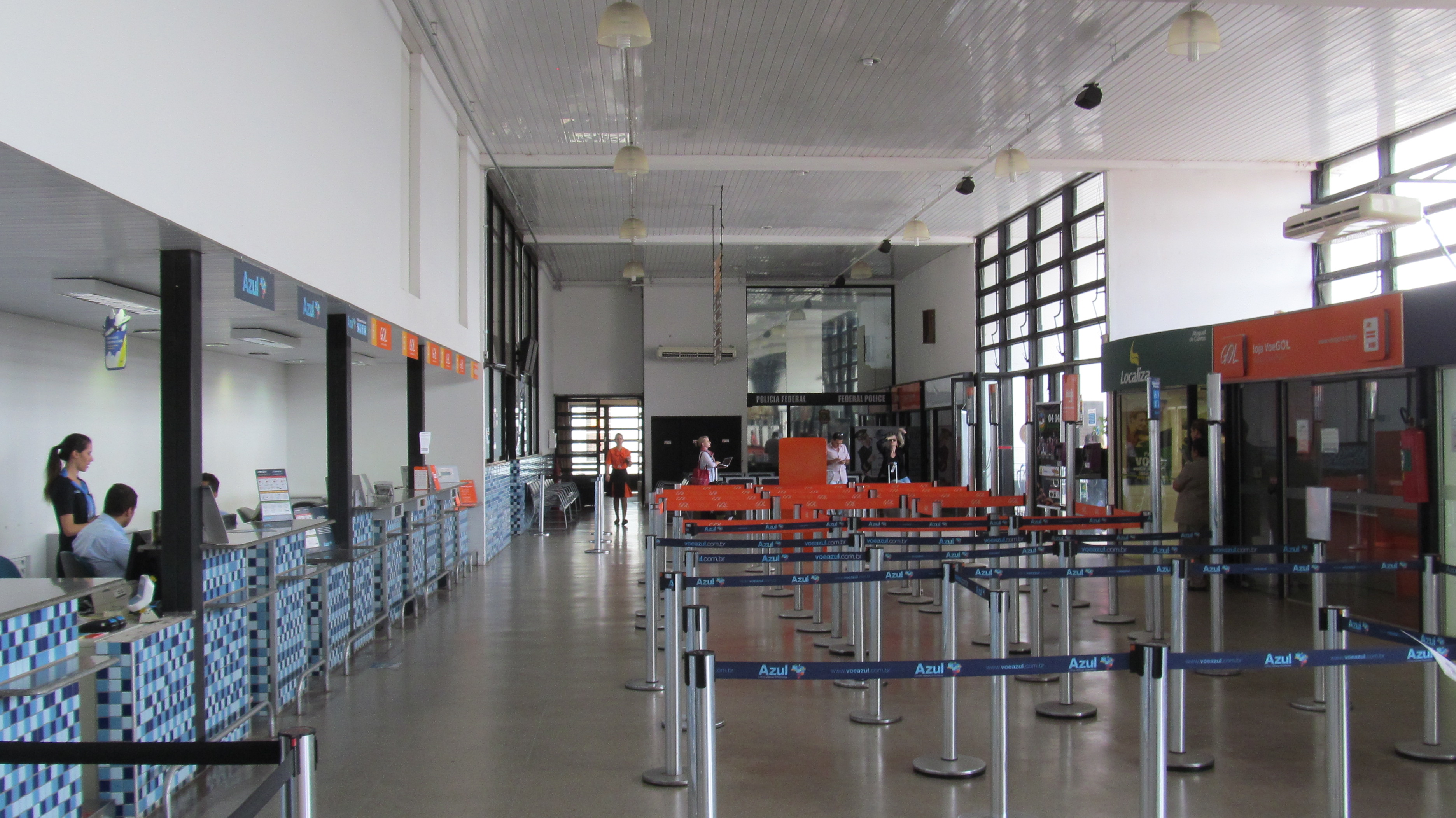
فرودگاه پرزیدانت پرودانت

فرودگاه پرزیدانت پرودانت (به انگلیسی: Presidente Prudente Airport) (به زبان بومی: Aeroporto Estadual de Presidente Prudente) یک فرودگاه همگانی مسافربری با کد یاتا PPB است که یک باند فرود آسفالت دارد و طول باند آن ۲۱۱۰ متر است. این فرودگاه در کشور برزیل قرار دارد و در ارتفاع ۴۵۰ متری از سطح دریا واقع شده است.

## شرکت‌های هواپیمایی و مقصدهای پروازی
| شرکت‌های هواپیمایی     | مقصدهای پروازی                          |
| --------------------- | --------------------------------------- |
| آزول برزیلین ایرلاینز | ویراکوپوس-کامپیناس، پورتو سگورو، ریکایف |
| گول ایر ترنسپورت      | کونگونیاس-سائو پائولو                   |